# Польское аллергологическое общество
Польское аллергологическое общество (пол. Polskie Towarzystwo Alergologiczne) — польское научное общество, основанное в 1982 году.
Согласно Уставу, целью Общества является объединение специалистов, предметом деятельности которых является экспериментальная и клиническая аллергология; представление и продвижение польской аллергологии в Польше и за рубежом; распространение знаний об аллергологии в обществе, в том числе среди студентов-медиков, врачей, среднего медицинского и технического персонала; участие в повышении квалификации врачей, медсестер и других медицинских работников в области аллергологии; сотрудничество с органами государственного управления и здравоохранения; организация и поддержка научных исследований в области экспериментальной и клинической аллергологии, а также сотрудничество в этой области с другими учреждениями и ассоциациями; проведение и поддержка различных форм обучения и образовательных мероприятий, с целью расширения знаний и практических навыков в области аллергологии.
В состав Общества входят 16 региональных филиалов и 12 научных секций.
Официальным изданием Общества является научный журнал «Alergologia Polska — Polish Journal of Allergology».
Общество является членом Европейской академии аллергологии и клинической иммунологии (англ. European Academy of Allergy and Clinical Immunology) и Всемирной организации по аллергии (англ. World Allergy Organization).
Председателем Общества является доктор медицинских наук, профессор Варшавского медицинского университета Marek Kulus.
Актуальная информация о деятельности Общества публикуется на сайте www.pta.med.pl.